# 鈴木安孝

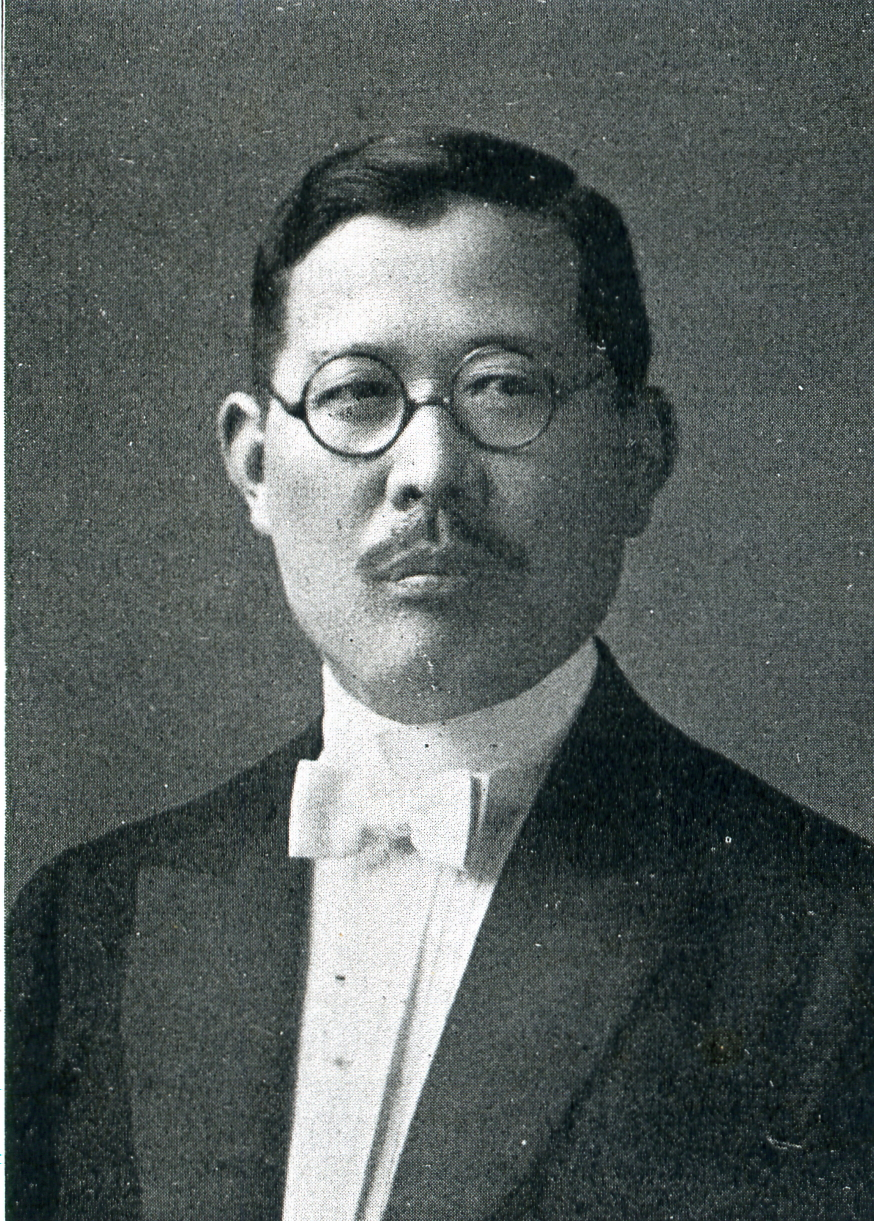
鈴木安孝

鈴木 安孝（すずき やすたか、1877年（明治10年）9月15日 - 1955年（昭和30年）2月27日）は、日本の政治家、法律家。衆議院議員（3期）、参議院議員（1期）、秋田市長（第8代）を務めた。

## 略歴
宮城県出身。1903年（明治36年）に和仏法律学校（現法政大学）法律科を卒業すると秋田地方裁判所判事に任官され、4年後に秋田県で弁護士を開業。1913年（大正2年）に 秋田市会議員に当選（以後6期当選）して政界入りし、その後1919年（大正8年）には秋田県会議員に当選（以後3期当選）して1927年（昭和2年）に県会議長に就任。翌1928年の総選挙に立憲政友会公認で出馬し衆院議員に当選、通算3期務めた。
1934年（昭和9年）に秋田市長に選出され、1938年（昭和13年）まで在任。秋田市長時代には、市工場建設奨励規程を設定して工場誘致に努め、茨島市有地を東北肥料株式会社に貸与して同地帯発展の基礎を築いた。また、秋田運河の実現に尽力し、土崎、寺内、新屋の経済提携の必要性を強調して、同地区合併の素地を作った。
その後は暫く政界から遠ざかっていたが、第1回参議院議員通常選挙に自由党公認で出馬、6年議員として当選し1期務めた。政界引退後の1954年（昭和29年）に秋田市から「最高功労者」として顕彰され、1955年（昭和30年）2月28日に死去、78歳。死没日をもって勲三等瑞宝章追贈（勲四等からの昇叙）、従四位に叙される。秋田市による市葬（葬儀委員長は市長武塙祐吉）が営まれた。
息子の鈴木一も父の後を継ぐ格好で参議院議員に、更に衆議院議員を長く務めた。娘の西岡光子は東北地方初の女性弁護士で東北弁護士会連合会会長。